# Moosauge
Das Moosauge  (Moneses uniflora), auch Einblütiges Wintergrün genannt, ist die einzige Art der monotypischen Pflanzengattung Moneses in der Unterfamilie der Monotropoideae innerhalb der Familie der Heidekrautgewächse (Ericaceae). Sie kann man vor allem in Nadelwäldern finden.

## Beschreibung

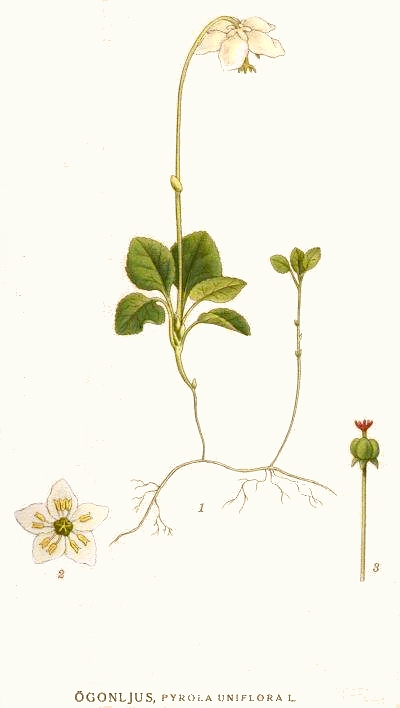
Illustration

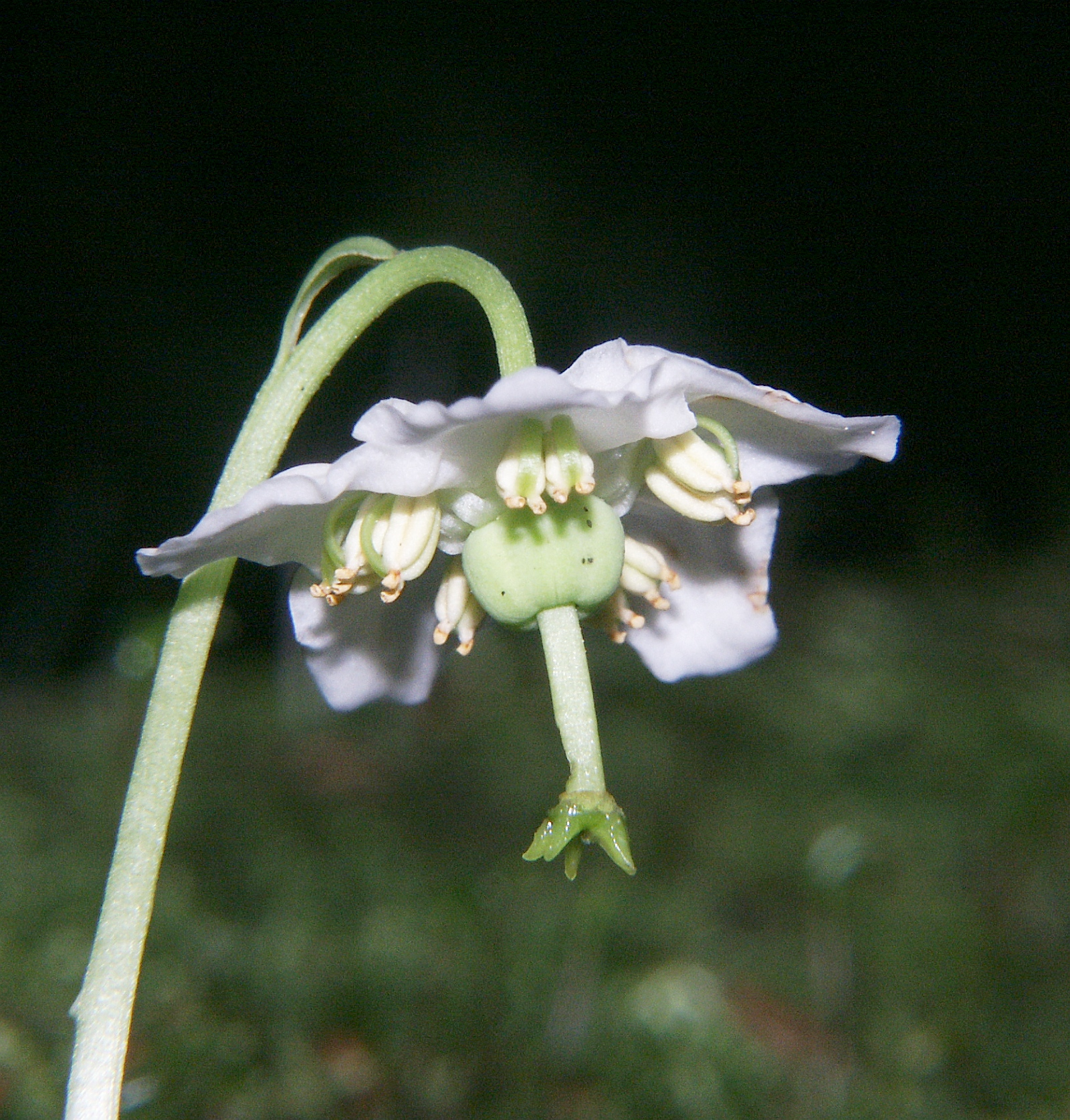
Detailansicht einer Blüte

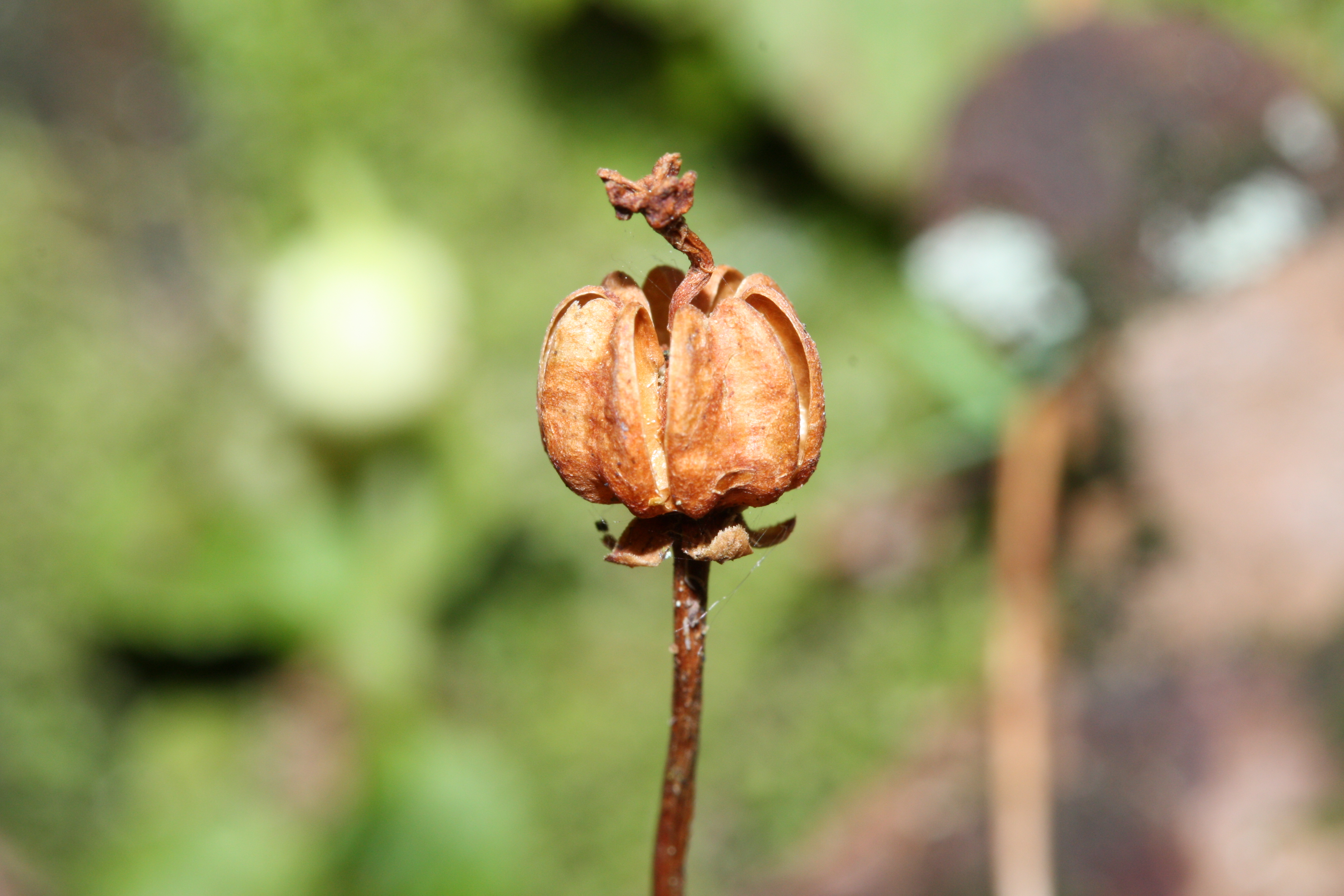
Reife Kapselfrucht

### Vegetative Merkmale
Das Moosauge ist eine ausdauernde krautige Pflanze. Als Ausbreitungsorgan hat sie ein unterirdisches, verzweigtes, schlankes Rhizom. So ist klonales Wachstum häufig zu beobachten. Mit ihren wintergrünen Laubblättern überdauern die Pflanzen den Winter oberirdisch im vegetativen Zustand.
Am Rhizom erscheinen in einer grundständigen Rosette die Laubblätter, die in Blattstiel und Blattspreite gegliedert sind. Der Blattstiel ist ebenso lang oder etwas kürzer als der Durchmesser der Blattspreite. Die einfachen, glänzenden Blattspreiten sind bei einem Durchmesser von 1 bis 2 Zentimetern rundlich. Der Blattrand ist mit kleinen Zähnchen besetzt.

### Generative Merkmale
Die Blütezeit reicht von Mai bis in den Oktober. Pro Blattrosette erscheint nur eine einzige Blüte; diese wächst endständig an einem 5 bis 15 Zentimeter hohen Blütenstiel. Der Blütenstiel ist im oberen Bereich laternenförmig gebogen und die Blüte ist dadurch nickend; nach dem Blühen streckt er sich aufwärts. Etwa 1 Zentimeter unter der Blüte sitzen ein oder zwei kleine, lanzettliche Tragblätter.
Die Blüte weist einen lieblichen Duft auf, der an den von Maiglöckchen erinnert. Die zwittrigen Blüten sind radiärsymmetrisch und vier- bis fünfzählig mit doppelter Blütenhülle. Die Kelchblätter sind oval und weißlich bis weißlich-grünlich. Die Blütenkrone hat einen Durchmesser von 1,5 bis 2 Zentimetern. Die weißen Kronblätter sind radförmig ausgebreitet und sehen oft etwas zerknittert aus. Es sind zwei Kreise mit vier oder fünf Staubblättern vorhanden. Die Staubblätter sind S-förmig gebogen. Der Griffel ist gerade und unterhalb der Narbe nicht verdickt.
Die mit nur sehr schmalen Längsspalten versehene Frucht zeigt nach oben, obwohl die Blüte zuvor schräg abwärtsgerichtet („nickend“) war.
Die Chromosomenzahl beträgt 2n = 24 oder 26.

## Ökologie
Beim Moosauge handelt es sich um einen Chamaephyten bzw. Geophyten. Die Lebensdauer einer Blüte kann bis zu 5 Wochen lang halten. Die staubfeinen, „feilspanförmigen“ Samen werden erst im Verlauf einiger Monate ausgestreut, denn der postfloral sich noch verlängernde und die reifende Frucht vor dem Eintrocknen aufwärts richtende  Blütenstiel fungiert als Wintersteher.

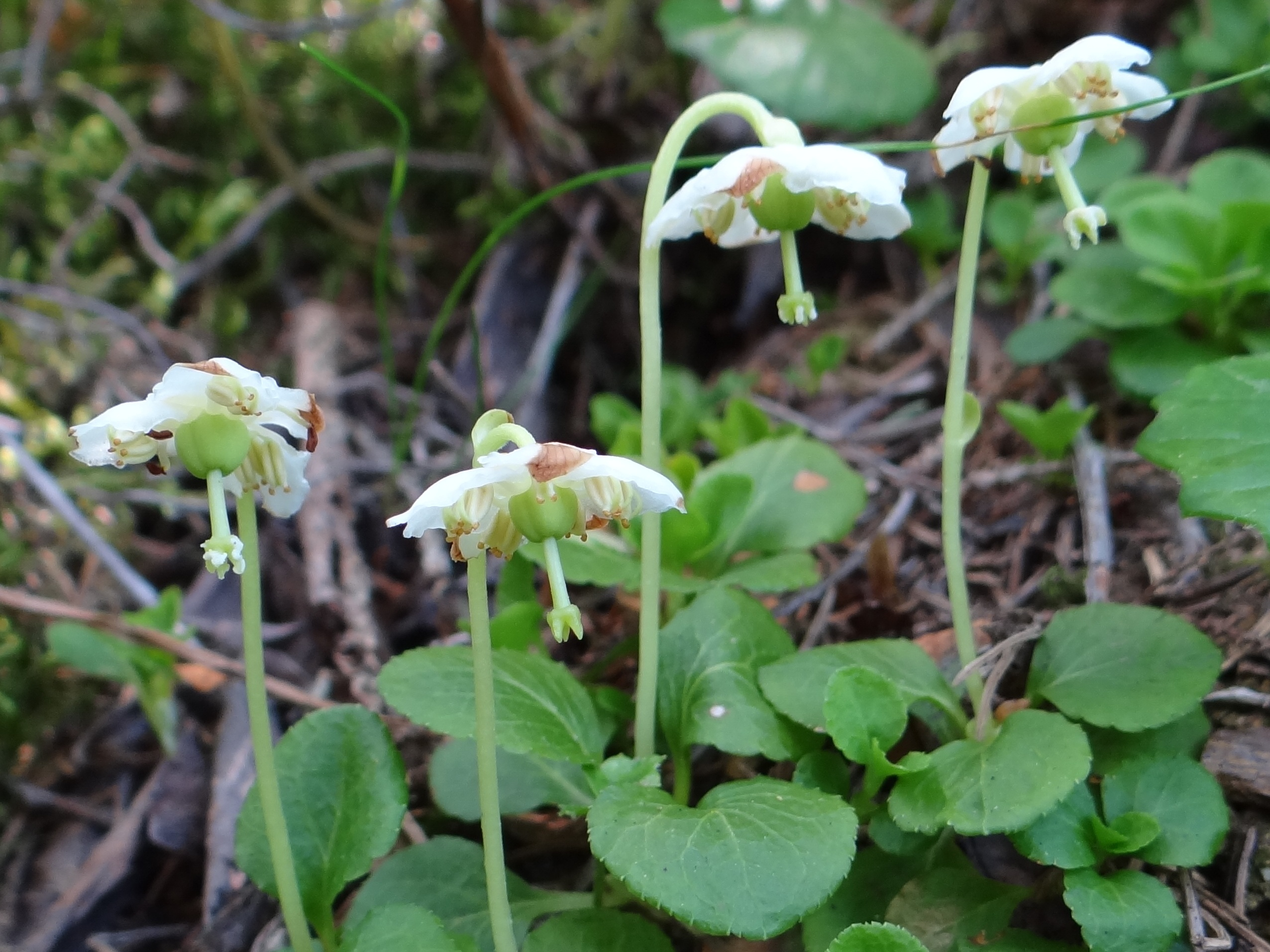
Moosauge im Habitat

## Verbreitung und Standortansprüche
Das Moosauge ist auf der Nordhalbkugel weitverbreitet. In Eurasien kommt es von den Pyrenäen und Mitteleuropa ostwärts bis nach Japan und Kamtschatka vor, außerdem in Nordamerika. Es bevorzugt kühlere und gemäßigte Gebiete. In wärmeren Regionen beschränkt es sich auf Gebirge, beispielsweise in Nordamerika in den Rocky Mountains bis nach New Mexico.
Es wächst vor allem in Fichten- und Tannenwäldern an schattigen, moosigen Orten, aber auch in Eichen- und Kiefernwäldern mit saurem Boden. Es ist eine Moder-Rohhumuspflanze. Anscheinend zusammen mit der Fichtenkultur ist es insbesondere in Europa weit verschleppt worden, gehört aber heute dennoch in vielen Regionen zu den seltenen, gefährdeten Arten. An zwei Stellen in Baden-Württemberg beispielsweise im Südschwarzwald, Nähe Bahnhof Bärental und bei Döggingen, sind Vorkommen nun erloschen. Die Art gedeiht in Gesellschaften der Verbände Piceion, Dicrano-Pinion und Cytiso-Pinion. Sie ist in Mitteleuropa eine Charakterart der Ordnung Piceetalia.
Das Moosauge steigt im Wallis bis 2000 Meter, in Graubünden bis 2030 Meter und in Tirol bis 2100 Meter Meereshöhe auf. In Nordamerika erreicht es in der Sierra Nevada sogar 3200 Meter Meereshöhe.
Die ökologischen Zeigerwerte nach Landolt et al. 2010 sind in der Schweiz: Feuchtezahl F = 3 (mäßig feucht), Lichtzahl L = 1 (sehr schattig), Reaktionszahl R = 2 (sauer), Temperaturzahl T = 2+ (unter-subalpin und ober-montan), Nährstoffzahl N = 1 (sehr nährstoffarm), Kontinentalitätszahl K = 3 (subozeanisch bis subkontinental).

## Systematik
Das Moosauge wurde ursprünglich 1753 als Pyrola uniflora L. in Species Plantarum, Tomus 1, S. 397 in der größeren Gattung der Wintergrüne (Pyrola) erstbeschrieben. Dieses Synonym wird auch heute noch ab und zu verwendet. Inzwischen wird diese Art aber in der Regel einer eigenen Gattung Moneses Salisb. ex Gray zugeordnet. Asa Gray hat sie 1848 in seinem A Manual of the Botany of the Northern United States als Moneses uniflora (L.) A.Gray in diese Gattung gestellt. Die Gattung gilt als monotypisch, alle anderen beschriebenen Arten wurden mit Moneses uniflora synonymisiert. Schwestergruppe innerhalb der Tribus Pyroleae ist die Gattung Winterlieb (Chimaphila).

## Inhaltsstoffe
Das Moosauge enthält unter anderem Ericolin und Arbutin.

## Schmarotzer
Ein Pilz, der auf den Blättern schmarotzt ist Chrysomixa pirolae.